# Vero ćelija
Vero ćelije su loza ćelija koje se koriste u ćelijskim kulturama. One su prvobitno izolovane iz bubrega zdravog odraslog afričkog zelenog majmuna (Cercopithecus aethiops poznatog i kao Cercopithecus aethiops, iz grupe majmuna koja je podeljena na nekoliko različitih vrsta). Lozu Vero ćelije su  27. marta 1962. godine na Univerzitetu Chiba u Japanu, razvili  Jasumura i Kavakita. Na 93. pasažu, ova ćelijska linija je dostavljena Nacionalnom institutu za alergije i zarazne bolesti pri Nacionalnom institutu za zdravstvo u Sjedinjenim Američkim Državma i ustupljena kolekciji American Type Culture Collection (ATCC).

## Naziv
Originalna ćelijska linija je nazvana „Vero“ po skraćenici od verda reno, što na esperantu znači „zeleni bubreg“, dok sam reč vero na esperantu znači „istina“,  jer su prvobitno izolovane iz bubrega zdravog odraslog afričkog zelenog majmuna.

## Istorija
Vero ćelijsku liniju izveli su iz bubrega normalnog, odraslog, afričkog zelenog majmuna 27. marta 1962. godine Jasumura i Kavakita na Univerzitetu Čiba u Čibi, Japan.  Ćeliju je preuzela Laboratorija za tropsku virusologiju, NIAID, NIH, od prolaza broj 93 Univerziteta Čiba 15. juna 1964. Postoji dokumentacija o vrstama kulture i medijima i koncentracijama goveđeg seruma korišćenog u medijima tokom istorije ove ćelije.
Linija proizvedena iz prolaza broj 113 isporučena je ATCC - u kako bi se uspostavila održiva banka ćelija. 4 Većina proizvodenih vakcina danas se vrši sa ćelijama na nivoima prolaza 130-ih ili 140-ih.

## Karakteristike
Vero ćelijska linija je aneuploidna  i kontinurana, podložne infekciji brojnim virusima kao što su SV-40, virus malih boginja, arbovirusi, virus rubeole, poliovirusi, virusi gripa i simijan sincicijalni virusi. Takođe su podložne bakterijskim toksinima, uključujući toksin difterije i šiga toksine. 
Zbog kontinuirane prirode i osetljivosti na brojne različite viruse, Vero ćelije su intenzivno korišćene u proizvodnji vakcina i za proučavanje različitih vrsta patogena u nastajanju, kao što su virus gripa H5N1, MERS (koronavirus), Zika virus i niz virusa hemoragične groznice.
Ćelijske kulture se kao supstrati široko koriste za proizvodnju mnogih biotehnoloških i bioloških proizvoda za ljudsku upotrebu, poput već pomenutih vakcina. Budući da upotreba biološkog materijala može dovesti do potencijalne kontaminacije poznatim i nepoznatim spoljašnjim agensima, ćelijski supstrati moraju biti pravilno testirani kako bi se izbegle štetne posledice kod pacijenata. Da bi se iubegle neželjene posledice uvedene su smernice koje pružaju  regulatorne agencije (Evropska agencija za lekove, evropska farmakopeja, američka administracija za hranu i lekove, svetska zdravstvena organizacija) koje zahtevaju ćelijsku liniju bez bilo kakvih stranih agenasa, eubakterija i ukrštenih kontaminanata.

## Neželjena dejstva
Kontinuirane ćelijske linije mogu predstavljati rizik za primaoce bioloških proizvoda, budući da mogu biti nosioci onkogenih i virusnih komponenti, proisteklih tokom procesa imortalizacije.
Kako  je upotreba više tumorskih ćelijskih linija koje su prihvaćena za proizvodnju virusnih vakcina, na osnovu procene rizika i koristi (na primer, Vero ćelije se još uvek koriste u proizvodnji vakcine protiv poliovirusa), nedavni podaci pokazali su rastuće dokaze sticanja tumorogenosti tokom serijske subkultivacije.

## Primena
Vero ćelije se koriste u mnoge svrhe, uključujući:
- skrining na toksin Escherichia coli, prvo nazvan "Vero toksin" po ovoj ćelijskoj liniji, a kasnije nazvan "Shiga-like toksin" zbog njegove sličnosti sa Shiga toksinom izolovanim iz Shigella disenteriae,[19]

- kao ćelije domaćini za uzgoj virusa; na primer, za merenje replikacije u prisustvu ili odsustvu istraživačkog leka, testiranje na prisustvo virusa besnila ili rast virusnih zaliha u istraživačke svrhe. Kao nedavni primer navodi se, CoronaVac, vakcina protiv kovida19 koju je razvio Sinovac Biotech koristeči vero ćelije u proizvodnji, i izraz „Vero“ se može videti i na pakovanju vakcine.

- kao ćelije domaćini za eukariotske parazite, posebno za tripanosomatidae.[19]

## Loza (rod)
- Vero (ATCC br. CCL-81) - izolovan iz bubrega C. aethiops-a  27. marta 1962. godine

- Vero 76 (ATCC br. CRL-1587) - izolovan od Veroa 1968. godine, raste do niže gustine zasićenja (ćelije po jedinici površine) od originalnog Veroa. Koristan je za otkrivanje i brojanje virusa hemoragične groznice pomoću testova plaka.

- Vero E6, takođe poznat kao Vero C1008 (ATCC br. CRL-1586) - je linija ili klon od Vero 76. Vero E6 ćelije pokazuju izvesnu kontaktnu inhibiciju, tako da su pogodne za razmnožavanje virusa koji se sporo repliciraju.

- Istraživački sojevi transficirani virusnim genima: Vero F6 je ćelija transfektovana genom koji kodira ulazni protein HHV-1 glikoprotein-H (gH).[20] Vero F6 je transfektovan preko spojenog plazmida sa gH genom nakon kopije HHV-1 glikoprotein-D (gD) regiona promotera. U Vero lozi F6, ekspresija gH je pod kontrolom promotorskog regiona gD. (Takođe F6B2; ops. F6B1.1)

## Kupovina
Vero ćelije se mogu kupiti u:
- American Type Culture Collection  (ATCC)  i
- European Collection of Animal Cell Cultures (ECACC).

## Literatura
- Chen, S. M.; Popov VL; Feng HM; Wen J; Walker DH (1995). „Cultivation of Ehrlichia chaffeensis in mouse embryo, Vero, BGM, and L929 cells and study of Ehrlichia-induced cytopathic effect and plaque formation”. Infect Immun. 63 (2): 647—655. doi:10.1128/iai.63.2.647-655.1995.
- Hegde R, Gomes AR, Byregowda SM, Hugar P, Giridhar P, Renukaprasad C (2008). „Standardization of large scale production of homologous live attenuated PPR vaccine in India”. Trop Anim Health Prod. 40 (1): 11—16. PMID 18551773. doi:10.1007/s11250-007-9039-8.
- Mariotti E, Mirabelli P, Di Noto R, Fortunato G, Salvatore F (2008). „Rapid detection of Mycoplasma in continuous cell lines using a selective biochemical test”. Leukemia Research. 32 (2): 323—326. PMID 17586045. doi:10.1016/j.leukres.2007.04.010.
- Nahapetian, A. T.; Thomas, J. N.; Thilly, W. G. (1986). „Optimization of environment for high density Vero cell culture: effect of dissolved oxygen and nutrient supply on cell growth and changes in metabolites”. J Cell Sci. 81: 65—103. doi:10.1242/jcs.81.1.65.
- Phelan MC. Basic techniques in mammalian cell tissue culture. Curr Protoc Cell Biol. 2007;Chapter 1(Unit 1.1)
- Sato, J. D.; Kan, M. (2001). „Media for culture of mammalian cells”. Curr Protoc Cell Biol.;Chapter 1(Unit 1.2)
- Silva, A. C.; Delgado I; Sousa MFQ; Carrondo MJT; Alves PM (2008). „Scalable culture systems using different cell lines for the production of Peste des Petits ruminants vaccine”. Vaccine. 26 (26): 3305—3311. PMID 18486286. doi:10.1016/j.vaccine.2008.03.077.
- Uphoff, C. C.; Drexler, H. G. (2002). „Comparative antibiotic eradication of Mycoplasma infections from continuous cell lines”. In Vitro Cell Biol. 38 (2): 86—89. doi:10.1290/1071-2690(2002)038<0086:CAEOMI>2.0.CO;2.
- Zamboni, D. S.; Mortara, R. A.; Rabinovitch, M. (2001). „Infection of Vero cells with Coxiella burnetii phase II: relative intracellular bacterial load and distribution estimated by confocal laser scanning microscopy and morphometry”. J Microbiol Methods. 42 (3): 223—232. PMID 11118656. doi:10.1016/S0167-7012(00)00223-2.

## Spoljašnje veze
Медији везани за чланак Vero ćelija на Викимедијиној остави

- Cellosaurus entry for Vero
- Cellosaurus entry for Vero 76
- Cellosaurus entry for Vero C1008
- Cellosaurus entry for Vero F6

|  | Molimo Vas, obratite pažnju na važno upozorenje u vezi sa temama iz oblasti medicine (zdravlja). |